# Spielkarte (indisch)
Indische Spielkarten wurden unabhängig von ihren europäischen Entsprechungen entwickelt. Jedoch sind persische Einflüsse offensichtlich. Typischerweise sind sie rund, aber es kommen auch rechteckige Formen vor. Außer beim Ganjifah sind alle Symbole der Karten den Hindu-Mythen bzw. der Astrologie entnommen.

## Geschichte und Typen
Man leitet die runde Form von Brettsteinen her, obwohl direkte Nachweise für diesen Zusammenhang fehlen. Insgesamt ist man über indische Spielkarten schlecht informiert; es gibt wenige Arbeiten, die sich damit beschäftigen.
Außer den unten beschriebenen einheimischen Spielen sind auch Nachschöpfungen europäischer Spiele üblich. Es gibt Spiele mit gemischten Farbzeichen, die sowohl indische als auch europäische (meist französische) Symbole tragen.

### Ganjifah

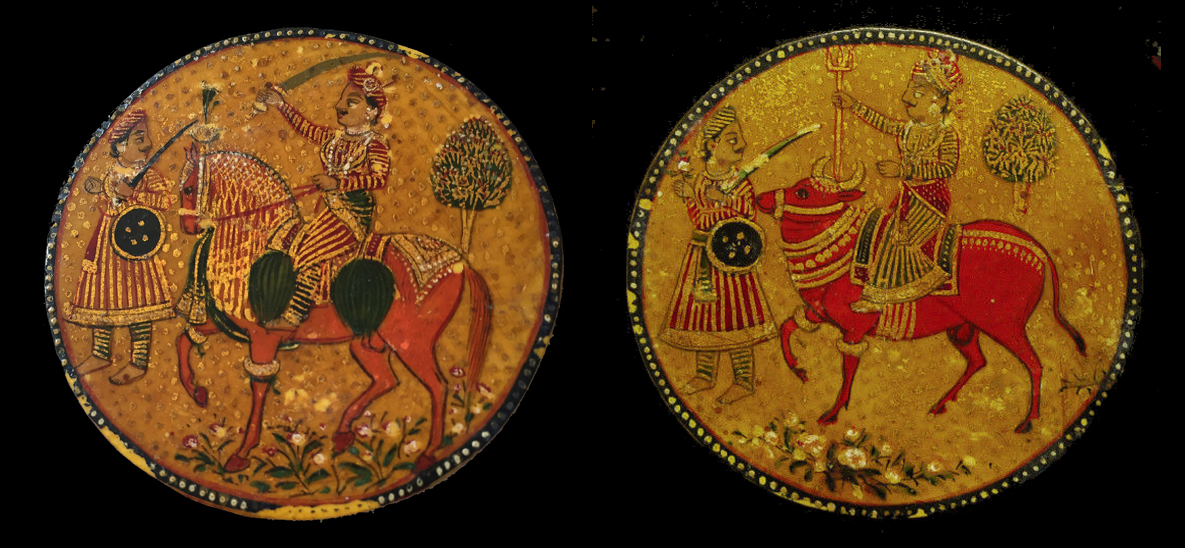
Ganjifah-Karten aus dem Mogulreich, frühes 19. Jh.

Das Wort Ganjifah (गंजिफ़ा gañjifā, englisch ganjifa) ist persischen Ursprungs (ganjafeh گنجفه) und bedeutet einfach „Spielkarten“. Es bezeichnet jedoch meist das bekannteste indische Kartenspiel. Das Ganjifah ist wohl das Spiel, das in den ältesten Quellen erwähnt wird, wo es heißt der Mogul-Kaiser Akbar I. (1542–1605) hätte es aus einem älteren Spiel mit 144 Blatt in 12 Farben entwickelt.
Dabei handelt es sich um ein Spiel mit acht Farben zu je zwei Atouts (Trümpfen) und 10 Zahlenkarten – insgesamt also 96 Blatt. Es ist ein Spiel profaner Bildinhalte. Die acht Sätze sollen die acht Verwaltungseinheiten des kaiserlichen Mogul-Hofes symbolisieren. Die Trümpfe sind Mir (König) und Pradhan (Minister). Die Zahlenkarten sind in ihrem Wert durch die Anzahl der Zeichen festgelegt. Die acht Farben bilden zwei Gruppen von jeweils vier Farben, die erste gilt als schwächere, die zweite als stärkere. Die Reihenfolge der Werte wechselt. Erste führt am Tag das Spiel an, die zweite bei Nacht. Der Mir der ersten Farbe jeder Gruppe ist dabei jeweils der höchste Trumpf, der Pasha. Die schwache Gruppe: 1; Surukuh, 2; Bharat (Schriftstück); 3; Quimash; 4; Chang (indisches leierartiges Musikinstrument). Starke Gruppe: 5; Safet (Mond), 6; Shamsher (Schwert), 7; Taj (dreizackige Krone), 8; Golam (Menschen in verschiedenen Szenen). Die Zugehörigkeit eines Blattes zu einer der Gruppen wird nicht durch Farbzeichen, sondern durch die Grundierungsfarbe angegeben.

### Dashavatara
Die Bildkarten stammen aus der mythologischen Sphäre. Sie stellen Vishnu in seine 10 Inkarnationen dar, die den 10 Farben mit ihren zwei Atouts und je 10 Zahlenkarten entsprechen, also 120 Blatt. Jede Karte trägt eine die ganze Fläche deckende Grundfarbe. Durch die sich aus dem Mythos ergebende Abfolge der Inkarnation ist Reihenfolge der Farben gegeben. Gespielt wird üblicherweise zu dritt, jedoch gibt es Varianten für 5 Spieler in Bengalen.
Belege aus dem südindischen Kulturkreis fehlen für dieses Spiel.

### Ramayana
Das Ramayana-Spiel baut auf der Mythologie des Gottes Rama auf. Es besteht aus 144 Blatt und ist in 12 Farben zu je zwei Atouts und 10 Zahlkarten gegliedert. Der höhere der beiden Trümpfe ist jeweils Rama, unter einem Baldachin thronend.

### Chad
Ist ein südindisches Spiel, von dem 13 Varianten bekannt sind. Dieses Spiel zeigt eine Mischung mythologischer und astrologischer Elemente. Ein typisches Beispiel ist das Chamundeshwari-Spiel, in dem insgesamt 16 mythologische Gestalten präsidieren. Die Werte der 12 Zahlenkarten ergeben sich aus der Folge der Tierkreiszeichen. Zu den entstehenden 288 Blättern treten noch 25 Shaktis, die man als zusätzliche Trümpfe auffassen kann. Schließlich gehören noch sieben Blätter mit der Darstellung eines großen Vogels dazu, die eine Joker-Funktion haben.
Panch Pandava hat 216 (192) Blatt mit 12 Farben zu 6 Trümpfen. Diese sind: Wagen, Sänfte, Reiter zu Pferd, Elefantenreiter, Fußkämpfer und Palastdach.
Damit verwandt ist das Jagad Mohan-Spiel, das jedoch keinen astrologischen Bezug hat. Es besteht aus 360 Blatt und setzt sich aus 18 Farben zu je sechs Trümpfen und 12 Zahlkarten zusammen. Dazu kommen 27 Shaktis (ohne Farbzeichen, Götter darstellend) und 9 Vogeljoker.
Ein weiteres Spiel dieser Gruppe ist das Nawa Graha mit 216 Blatt (12 Farben mit je 6 Atouts und 12 Zahlkarten).
Krishna Raj, ebenfalls zur Chad-Gruppe gehörig, hat 72 Blatt in vier Farben zu 6 Atouts und 12 Zahlkarten.